# Petra Kunik

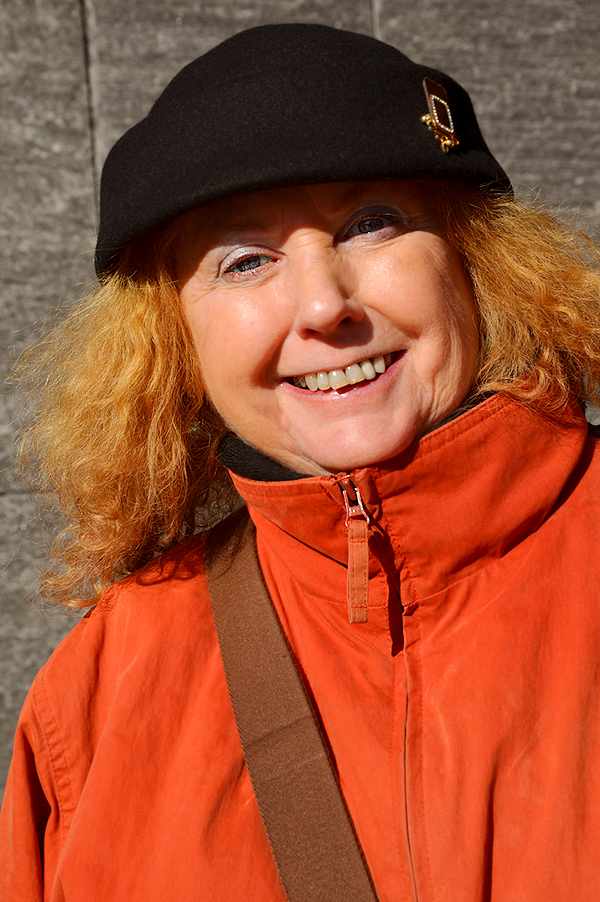
Petra Kunik (2015)

Petra Kunik (* 1945 in Magdeburg) ist eine deutsche Schriftstellerin.

## Leben
Kunik wuchs in Frankfurt am Main auf. Sie ist dort aktives Mitglied der jüdischen Gemeinde und Gründungsmitglied des dortigen  Egalitären Minjan. Als ausgebildete Schauspielerin begann sie 1963 ihre Karriere als Kleiner Prinz im Kellertheater Die Katakombe. Neben verschiedenen Engagements am Theater führte sie Regie und trat als Autorin von Kindertheaterstücken, zum Beispiel Der Zauberclown, in Erscheinung. Auch stellte sie literarische Revuen für Erwachsene auf die Bühne. Seit 1988 schreibt Kunik Bücher wie Der geschenkte Großvater und Vom Hohen Rabbi Löw und seinem Golem.
Kunik ist interreligiöse/interkulturelle Referentin und freie Autorin. Sie ist 1. Vorsitzende der Gesellschaft für Christlich-Jüdische Zusammenarbeit in Frankfurt am Main. Außerdem ist sie Mitglied im Gesprächskreis Juden und Christen im Zentralkomitee der deutschen Katholiken und  Vorstandsmitglied Abrahamischen Forum in Deutschland e.V. Sie war Vorstandsmitglied der interreligiösen Frauengruppe Sara – Hagar Hessen und Rheinland-Pfalz.
Kunik ist verheiratet und Mutter von zwei erwachsenen Töchtern.

## Veröffentlichungen
- mit Micha Brumlik: Reichspogromnacht. Vergangenheitsbewältigung aus jüdischer Sicht. Brandes & Apsel, 2. Auflage 1988, ISBN 3-925798-92-7
- Der geschenkte Großvater. Büchergilde Gutenberg, 1989; Brandes & Apsel, 1995
- Keine gute Adresse – Judengasse. Verlagsbuchhandlung Schutt. Frankfurt am Main 1992. ISBN 978-3-926016-03-4.
- Der Hohe Rabbi Löw Golm und sein Golem – Großmutter erzählt. Brandes & Apsel, Frankfurt am Main 1998. ISBN 978-3-86099-463-4.
- Gemeinsam hören und suchen: Jüdisch-Muslimische Begegnungen. AphorimA Verlag. Berlin 2020. ISBN 978-3-86575-082-2
- Erinnerungskultur und Geschichtsbewusstsein. Hrsg.: Petra Kunik, Rolf Glaser und Susanna Faust-Kallenberg. Brandes & Apsel. Frankfurt am Main 2022. ISBN 978-3-95558-325-5.